# Ulrike von Loeper
Ulrike von Loeper (* 7. Februar 1985) ist eine deutsch-südafrikanische Fotografin. Bekannt wurde die Künstlerin durch ihre Porträtfotografien von Schauspielern, Musikern und Künstlern. Sie lebt in Berlin.

## Leben
Ulrike von Loeper stammt aus einer aus dem Kreis Regenwalde in Hinterpommern stammenden Familie. Sie verbrachte ihre Kindheit in Südafrika, ihre Jugend in Berchtesgaden und lebte von 2003 bis 2012 in Hamburg. Ihr Studium absolvierte sie unter anderem in Shanghai (2007).
Früh interessierte sich von Loeper für Kunst, besonders Fotografie und Musik. Beides bildet für von Loeper ein enges Zusammenspiel. Sie begann mit der analogen Nikon F3 und stellte erst spät auf die digitale Fotografie um. Landschaftsaufnahmen und Stillleben aus China, Südafrika, Tibet und Teilen Deutschlands, die neben den Porträts zum Portfolio der Fotografin und Künstlerin gehören, zeigen ihre sehr eigene Sicht auf Orte.
"What inspires me more are things that have nothing to do with photography. Inspiration occurs mostly when I don't expect it and it comes in various shapes and situations and always completely different, mostly it happens unconsciously, athmosphere, smells, situations that make me laugh, cry, be angry, love."
Zu den bekanntesten der von Ulrike von Loeper Porträtierten gehören die deutsche Schauspielerin Liv Lisa Fries 2011 (New Faces Award), der deutsche Schauspieler Thomas Arnold 2011 (Das Meer am Morgen, Volker Schlöndorff), der britische Dirigent Daniel Harding 2011 (Chefdirigent Swedish Radio Symphony Orchestra), der deutsche Hollywoodschauspieler Werner Daehn (Triple X, Alex Cross) 2012, die deutsche Schauspielerin und Fitnessexpertin Barbara Becker, Hollywoodschauspieler Götz Otto (007 Der Morgen stirbt nie, Cloud Atlas).
Ihre erste Ausstellung führte Ulrike von Loeper 2010 in Berchtesgaden aus, die zweite folgte 2012 in Berlin.

## Ausstellungen
- 2010: Ulrike von Loeper – "People & Faces" Intercontinental Berchtesgaden Resort in Berchtesgaden (28. November 2010 bis 28. Februar 2011)

"Es sind ehrliche Bilder. Ob bildlich – plakativ, abstrakt, intim, ironisch, oder nachdenklich – die Werke zeigen ganz persönliche Interpretationen der Person."
- 2012: Ulrike von Loeper – Ein Mensch. Ein Blick. Die Essenz. Leben zwischen den Welten in Berlin, Café des Artistes (21. Mai bis 11. August 2012)

"Die Bilder aus Deutschland überraschen mit eindrücklichen Farben."
"Zu sehen sind Porträts, die das eigentliche Wesen der Menschen zeigen, sowie Bilder von erinnerungsträchtigen Momenten, Szenen und Dingen, die die Künstlerin auf ihre ganz eigene Weise eingefangen hat."